# Hamiger
Hamiger is een geslacht van kreeftachtigen uit de klasse van de Malacostraca (hogere kreeftachtigen).

## Soort
- Hamiger novaezealandiae (Borradaile, 1916)